# Pat O'Hara Wood
Héctor "Pat" O'Hara Wood (30 de abril de 1891 - 3 de diciembre de 1961) fue un jugador de tenis australiano.
O'Hara Wood nació en St Kilda, un suburbio de Melbourne, Victoria. Es mejor conocido por sus dos victorias en los Campeonatos Australasianos (ahora el Abierto de Australia) en 1920 y 1923. Pat era rápido en la cancha, tenía golpes de fondo perfectos, voleas precisas y un saque sólido. Falleció en 1961, a los setenta años en Richmond, Australia. Su hermano Arthur O'Hara Wood (1890–1918) también fue un jugador de tenis australiano y ganó los Campeonatos Australasianos de 1914.
Después de asistir a la Escuela de Gramática de Melbourne, ingresó al Trinity College (Universidad de Melbourne) en 1911, donde destacó tanto en cricket como en tenis, liderando al equipo del Trinity College hacia una memorable victoria contra Ormond College en marzo de 1911, donde hizo 167 not out. En 1916, como estudiante de derecho de 23 años, se alistó como oficial en el Ejército Australiano. En 1919, como Capitán Pat O'Hara-Wood, él y el Bombardero Randolph Lycett ganaron el evento de dobles en los Juegos Interaliados en París.
El 3 de agosto de 1923 se casó con la jugadora de tenis australiana Meryl Waxman.

## Finales de Grand Slam

### Individuales: 2 títulos
| Resultado | Año  | Campeonato               | Superficie | Contrincante  | Marcador                |       |
| --------- | ---- | ------------------------ | ---------- | ------------- | ----------------------- | ----- |
| Victoria  | 1920 | Campeonato Australasiano | Césped     | Ronald Thomas | 6–3, 4–6, 6–8, 6–1, 6–3 | [ 7 ] |
| Victoria  | 1923 | Campeonato Australasiano | Césped     | Bert St. John | 6–1, 6–1, 6–3           | [ 7 ] |

### Dobles: 11 (5 títulos, 6 subcampeonatos)
| Resultado | Año  | Campeonato                            | Superficie | Compañero        | Contrincantes                  | Marcador                 |        |
| --------- | ---- | ------------------------------------- | ---------- | ---------------- | ------------------------------ | ------------------------ | ------ |
| Victoria  | 1919 | Campeonatos de Australasia            | Césped     | Ronald Thomas    | James Anderson Arthur Lowe     | 7–5, 6–1, 7–9, 3–6, 6–3  | [ 8 ]  |
| Victoria  | 1919 | Wimbledon                             | Césped     | Ronald Thomas    | Rodney Heath Randolph Lycett   | 6–4, 6–2, 4–6, 6–2       | [ 9 ]  |
| Victoria  | 1920 | Campeonatos de Australasia            | Césped     | Ronald Thomas    | Horace Rice Roy Taylor         | 6–1, 6–0, 7–5            | [ 10 ] |
| Derrota   | 1922 | Wimbledon                             | Césped     | Gerald Patterson | James Anderson Randolph Lycett | 6–3, 9–7, 4–6, 3–6, 9–11 | [ 9 ]  |
| Derrota   | 1922 | Campeonato Nacional de Estados Unidos | Césped     | Gerald Patterson | Vincent Richards Bill Tilden   | 6–4, 1–6, 3–6, 4–6       | [ 11 ] |
| Win       | 1923 | Campeonatos de Australasia            | Grass      | Bert St. John    | Dudley Bullough Horace Rice    | 6–4, 6–3, 3–6, 6–0       | [ 8 ]  |
| Loss      | 1924 | Campeonatos de Australasia            | Grass      | Gerald Patterson | James Anderson Norman Brookes  | 2–6, 4–6, 3–6            | [ 8 ]  |
| Loss      | 1924 | Abierto de Estados Unidos             | Grass      | Gerald Patterson | Howard Kinsey Robert Kinsey    | 5–7, 7–5, 9–7, 3–6, 4–6  | [ 12 ] |
| Win       | 1925 | Campeonatos de Australasia            | Grass      | Gerald Patterson | James Anderson Fred Kalms      | 6–4, 8–6, 7–5            | [ 8 ]  |
| Loss      | 1926 | Campeonatos de Australasia            | Grass      | James Anderson   | John Hawkes Gerald Patterson   | 1–6, 4–6, 2–6            | [ 8 ]  |
| Loss      | 1927 | Campeonatos de Australasia            | Grass      | Ian McInnes      | John Hawkes Gerald Patterson   | 6–8, 2–6, 1–6            | [ 8 ]  |

### Dobles Mixtos: 1 título
| Resultado | Año  | Campeonato | Superficie | Compañero       | Contrincantes                  | Marcador |        |
| --------- | ---- | ---------- | ---------- | --------------- | ------------------------------ | -------- | ------ |
| Victoria  | 1922 | Wimbledon  | Césped     | Suzanne Lenglen | Elizabeth Ryan Randolph Lycett | 6–4, 6–3 | [ 13 ] |